# 费尔南达·利马
费尔南达·卡瑪·佩瑞拉·利马（Fernanda Cama Pereira Lima，1977年6月25日—）是一个巴西演员、模特兒、电视节目主持人和商人。尽管她在电影和电视肥皂剧的职业生涯较短，她在流行文化中获得成功，成为MTV Brasil、Rede TV!和Globo TV等一系列电视节目的主持人。2014年，她与国际足球联合会签约，成为2014年世界杯足球赛和国际足联金球奖的主持人。

## 早期生涯
利马有两个哥哥，罗德里戈和拉斐尔，从小她就对新闻和艺术有兴趣，在聚会时编排节目。她还与她的表兄弟扛着摄像机上街在投票选举中做调查，早家里编辑拍下的素材。

## 模特
利马14岁时被一个摄影师发现开始模特生涯，1990年在日本、米兰和慕尼黑度过5个月。当她返回巴西后，她搬到圣保罗居住。作为模特，在巴西国内和国外，她为许多时尚杂志拍摄封面，包括L'Officiel、I-D、Nova、嘉人、Elle、GQ等。她与其他人一起为意大利贝纳通集团摄制广告。

## 电视

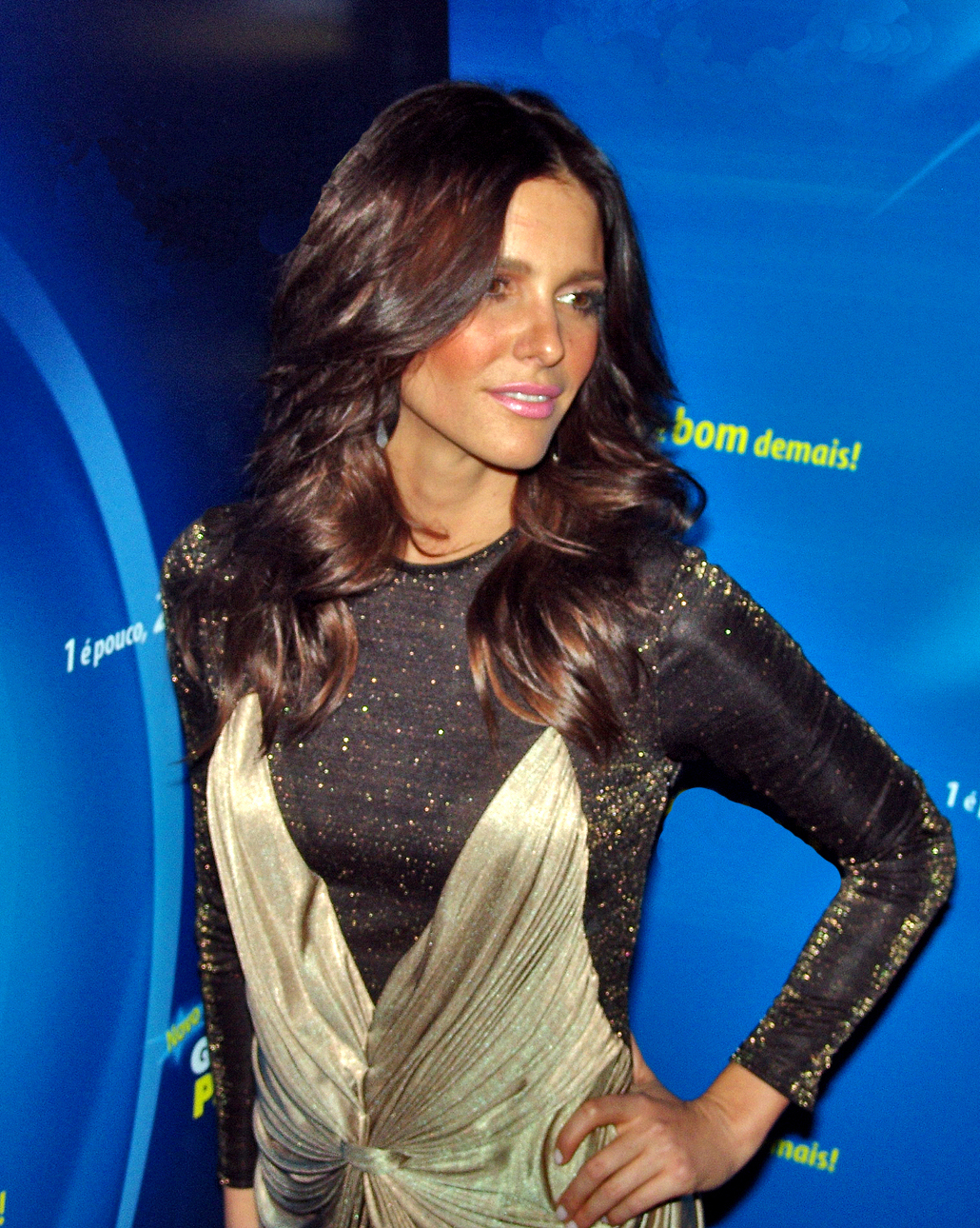
费尔南达·利马，拍摄于2007年。

1999年，她在巴西MTV完成了电视处女作。因这个拍摄项目到了夏威夷，在那里，她决定深造，回到圣保罗后，在学校主修了新闻。同年，她为RedeTV!工作，11月出现在两个电视节目中，一档节目名为Interligado，另一档名为TV Escolha。
2005年2月，她被巴西环球电视网聘用，替代因怀孕的另一位主持人，出现在Vídeo Show中。不久，她作为主演参演了电视剧Bang Bang。虽然没有任何戏剧经验，她接受了角色，并接受了军事训练。由于没有经验，她受到了新闻界的批评，评论她是电视剧的收视率低的原因。 尽管如此，她还是接到了很多其他角色。2009年8月，她开始主持Amor & Sexo，一档针对年轻观众的有关性及相关主题的节目。 In August 2009, she began hosting Amor & Sexo, which is aimed at a young audience and talks about the theme of sex and related topics.

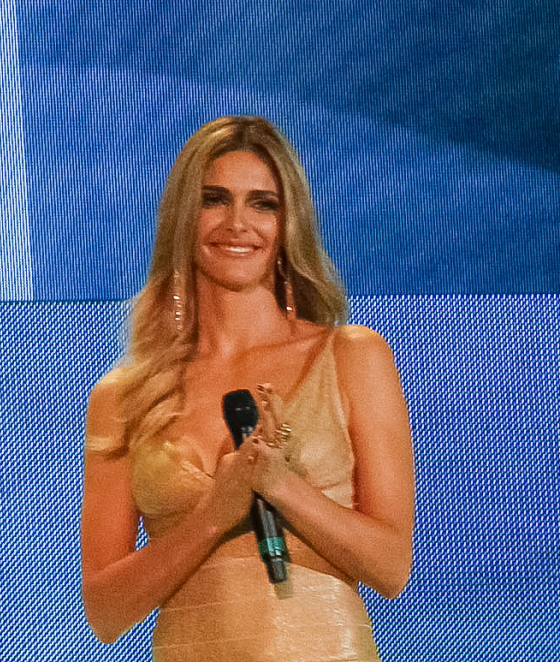
Lima during the draw for the FIFA World Cup 2014.

2010年7月，她与国际足联签约，与她丈夫罗德里戈·希尔伯特一起主持2014年世界杯会徽揭幕仪式。2011年7月，她与主持人塔德乌·施密特搭档主持了2014年世界杯预选赛的抽签。在2013年12月，再次与她的丈夫搭档，主持了世界杯的抽签。全球共有500多万观众观看了她的节目， 导致她被外国媒体称为世界杯“女神”或“缪斯”。
2014年1月，她是国际足联金球奖主持人。因为利马巨大的影响力，她被邀请参加在伦敦举行的英国电视最高奖国家电视奖演出。